# استنلی بروس
استنلی بروس (۱۵ آوریل ۱۸۸۳ – ۲۵ اوت ۱۹۶۷) سیاستمدار استرالیایی و هشتمین نخست‌وزیر استرالیا از سال ۱۹۲۳ تا ۱۹۲۹است او از حزب ملی استرالیا بود.

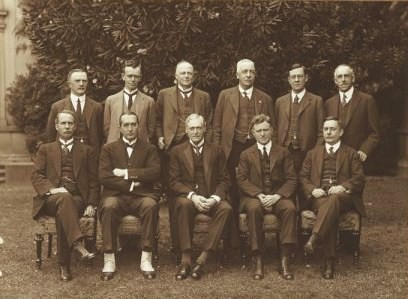
کابینه بروس در سال ۱۹۲۳، هنگامی که به تازگی نخست‌وزیر شده بود